# 會計學學士
會計學學士（Bachelor of Accountancy、B.Acy. or B.Acc.、B. Accty）是一種學位，一般是指在大學會計學相關科系畢業後可獲得之學位。